# 绛曲格哉
绛曲格哉（藏語：བྱང་ཆུབ་དགེ་མཛེས་，威利转写：byang chub dge mdzes，1084年—1167年），藏传佛教噶当派高僧。
绛曲格哉出生于西藏阿里地方，幼时出家，曾跟从聂译师等学法。后师从内邬素巴，修习《菩提道灯论》。内邬素巴逝世后又从甲域哇学习。他常驻达坚寺，为噶当派教授支派的四个传承（甲域、岗岗、仁钦岗、达坚）之一。1167年他在达坚寺圆寂。